# Jaap de Hoop Scheffer
Jakob Gijsbert «Jaap» de Hoop Scheffer (Amsterdam, 3 d'abril de 1948), és un polític neerlandès.
Va ser ministre de Relacions Exteriors dels Països Baixos des del 22 de juliol de 2002 fins al 3 de desembre de 2003 durant el primer mandat de Jan Peter Balkenende i secretari general de l'OTAN des del 5 de gener de 2004 fins a l'1 d'agost de 2009.